# San Isidro (Chiapas)
San Isidro es una localidad del estado mexicano de Chiapas. Es parte del municipio de Pijijiapan.Su primer comisariado y lider fundador Joaquin Sanchez Trinidad

## Toponimia
El nombre «San Isidro» hace referencia al santo patrono de la localidad: Isidro Labrador.

## Demografía
| Gráfica de evolución demográfica |
|                                  |

| Censo | Población |
| ----- | --------- |
| 1960  | 16        |
| 1970  | 931       |
| 1980  | 1 099     |
| 1990  | 1 347     |
| 2000  | 1 583     |
| 2010  | 1 626     |
| 2020  | 1 502     |